# Radulphius camacan
Radulphius camacan là một loài nhện trong họ Miturgidae.
Loài này thuộc chi Radulphius. Radulphius camacan được miêu tả năm 1994 bởi Bonaldo.